# Reputation Stadium Tour
Reputation Stadium Tour je peta koncertna turneja američke kantautorice Taylor Swift. Turneja je održana u svrhu promocije njenog šestog studijskog albuma reputation. Turneja je najavljena u prosincu 2017. godine, a započela je u Glendalu u svibnju 2018. godine, Swift je osim u Sjevernoj Americi koncerte održala i u Europi, Australiji te Aziji gdje je 21. studenog 2018. i završila turneju.
Film istoimenog koncerta režirao je Paul Dugdale, a 31. prosinca 2018. objavljen je na Netflixu. Snimljen je na drugom koncertu u Arlingtonu u Teksasu 6. listopada 2018. godine.

## Pozadina
Pripreme za turneju trajale su više od godinu dana. Swift je izjavila kako je ovu turneju htjela posvetiti fanovima te pružiti im nezaboravan provod. Budući da su svi datumi turneje stadionski, Swift je odlučila imati najveću pozornicu ikada s dva velika LED zaslona koja se pomiču te dvije pomoćne pozornice do kojih dolazi leteći preko publike.
Snimka pripreme za turneju, koju su objavili glavni kreatori pozornice, nam govori više o samom projektu te više o pozornici, LED zaslonima i drugome.

## Predgrupe
Predgrupe koje su bile na Reputation Stadium Turneji su:
- Charli XCX
- Camila Cabello[4]
- Broods[5]

## Popis pjesama[6]
Ova set lista prikazuje popis pjesama koje su se izvodile na prvom koncertu turneje 8. svibnja 2018. u Glendaleu. Ne predstavlja set listu za svaki koncert.
1. "...Ready for It?"
2. "I Did Something Bad"
3. "Gorgeous"
4. "Style" / "Love Story" / "You Belong with Me"
5. "Look What You Made Me Do"
6. "End Game"
7. "King of My Heart"
8. "Delicate"
9. "Shake It Off" (s Camila Cabello i Charli XCX)
10. "Dancing with Our Hands Tied"
11. "All Too Well"
12. "Blank Space"
13. "Dress"
14. "Bad Blood" / "Should've Said No"
15. "Don't Blame Me"
16. "Long Live" / "New Year's Day"
17. "Getaway Car"
18. "Call It What You Want"
19. "We Are Never Ever Getting Back Together" / "This Is Why We Can't Have Nice Things"

## Koncerti[7]
| Datum                           | Grad                            | Država                          | Mjesto održavanjae                  | Predgrupa                     |
| Prva etapa — Sjeverna Amerika   | Prva etapa — Sjeverna Amerika   | Prva etapa — Sjeverna Amerika   | Prva etapa — Sjeverna Amerika       | Prva etapa — Sjeverna Amerika |
| ------------------------------- | ------------------------------- | ------------------------------- | ----------------------------------- | ----------------------------- |
| svibanj 8, 2018                 | Glendale                        | SAD                             | University of Phoenix Stadium       | Camila Cabello Charli XCX     |
| svibanj 11, 2018                | Santa Clara                     | SAD                             | Levi's Stadium                      | Camila Cabello Charli XCX     |
| svibanj 12, 2018                | Santa Clara                     | SAD                             | Levi's Stadium                      | Camila Cabello Charli XCX     |
| svibanj 18, 2018                | Pasadena                        | SAD                             | Rose Bowl                           | Camila Cabello Charli XCX     |
| svibanj 19, 2018                | Pasadena                        | SAD                             | Rose Bowl                           | Camila Cabello Charli XCX     |
| svibanj 22, 2018                | Seattle                         | SAD                             | CenturyLink Field                   | Charli XCX                    |
| svibanj 25, 2018                | Denver                          | SAD                             | Sports Authority Field at Mile High | Camila Cabello Charli XCX     |
| lipanj 1, 2018                  | Chicago                         | SAD                             | Soldier Field                       | Camila Cabello Charli XCX     |
| lipanj 2, 2018                  | Chicago                         | SAD                             | Soldier Field                       | Camila Cabello Charli XCX     |
| Druga etapa — Europa            |                                 |                                 |                                     |                               |
| lipanj 8, 2018                  | Manchester                      | England                         | Etihad Stadium                      | Camila Cabello Charli XCX     |
| lipanj 9, 2018                  | Manchester                      | England                         | Etihad Stadium                      | Camila Cabello Charli XCX     |
| lipanj 15, 2018                 | Dublin                          | Ireland                         | Croke Park                          | Camila Cabello Charli XCX     |
| lipanj 16, 2018                 | Dublin                          | Ireland                         | Croke Park                          | Camila Cabello Charli XCX     |
| lipanj 22, 2018                 | London                          | England                         | Wembley Stadium                     | Camila Cabello Charli XCX     |
| lipanj 23, 2018                 | London                          | England                         | Wembley Stadium                     | Camila Cabello Charli XCX     |
| Treća etapa — Sjeverna Amerika  |                                 |                                 |                                     |                               |
| lipanj 30, 2018                 | Louisville                      | SAD                             | Cardinal Stadium                    | Camila Cabello Charli XCX     |
| srpanj 7, 2018                  | Columbus                        | SAD                             | Ohio Stadium                        | Camila Cabello Charli XCX     |
| srpanj 10, 2018                 | Landover                        | SAD                             | FedExField                          | Camila Cabello Charli XCX     |
| srpanj 11, 2018                 | Landover                        | SAD                             | FedExField                          | Camila Cabello Charli XCX     |
| srpanj 13, 2018                 | Philadelphia                    | SAD                             | Lincoln Financial Field             | Camila Cabello Charli XCX     |
| srpanj 14, 2018                 | Philadelphia                    | SAD                             | Lincoln Financial Field             | Camila Cabello Charli XCX     |
| srpanj 17, 2018                 | Cleveland                       | SAD                             | FirstEnergy Stadium                 | Camila Cabello Charli XCX     |
| srpanj 20, 2018                 | East Rutherford                 | SAD                             | MetLife Stadium                     | Camila Cabello Charli XCX     |
| srpanj 21, 2018                 | East Rutherford                 | SAD                             | MetLife Stadium                     | Camila Cabello Charli XCX     |
| srpanj 22, 2018                 | East Rutherford                 | SAD                             | MetLife Stadium                     | Camila Cabello Charli XCX     |
| srpanj 26, 2018                 | Foxborough                      | SAD                             | Gillette Stadium                    | Camila Cabello Charli XCX     |
| srpanj 27, 2018                 | Foxborough                      | SAD                             | Gillette Stadium                    | Camila Cabello Charli XCX     |
| srpanj 28, 2018                 | Foxborough                      | SAD                             | Gillette Stadium                    | Camila Cabello Charli XCX     |
| kolovoz 3, 2018                 | Toronto                         | Canada                          | Rogers Centre                       | Camila Cabello Charli XCX     |
| kolovoz 4, 2018                 | Toronto                         | Canada                          | Rogers Centre                       | Camila Cabello Charli XCX     |
| kolovoz 7, 2018                 | Pittsburgh                      | SAD                             | Heinz Field                         | Camila Cabello Charli XCX     |
| kolovoz 10, 2018                | Atlanta                         | SAD                             | Mercedes-Benz Stadium               | Camila Cabello Charli XCX     |
| kolovoz 11, 2018                | Atlanta                         | SAD                             | Mercedes-Benz Stadium               | Camila Cabello Charli XCX     |
| kolovoz 14, 2018                | Tampa                           | SAD                             | Raymond James Stadium               | Camila Cabello Charli XCX     |
| kolovoz 18, 2018                | Miami Gardens                   | SAD                             | Hard Rock Stadium                   | Camila Cabello Charli XCX     |
| kolovoz 25, 2018                | Nashville                       | SAD                             | Nissan Stadium                      | Camila Cabello Charli XCX     |
| kolovoz 28, 2018                | Detroit                         | SAD                             | Ford Field                          | Camila Cabello Charli XCX     |
| kolovoz 31, 2018                | Minneapolis                     | SAD                             | U.S. Bank Stadium                   | Camila Cabello Charli XCX     |
| rujan 1, 2018                   | Minneapolis                     | SAD                             | U.S. Bank Stadium                   | Camila Cabello Charli XCX     |
| rujan 8, 2018                   | Kansas Grad                     | SAD                             | Arrowhead Stadium                   | Camila Cabello Charli XCX     |
| rujan 15, 2018                  | Indianapolis                    | SAD                             | Lucas Oil Stadium                   | Camila Cabello Charli XCX     |
| rujan 18, 2018                  | St. Louis                       | SAD                             | The Dome at America's Center        | Camila Cabello Charli XCX     |
| rujan 22, 2018                  | New Orleans                     | SAD                             | Mercedes-Benz Superdome             | Camila Cabello Charli XCX     |
| rujan 29, 2018                  | Houston                         | SAD                             | NRG Stadium                         | Camila Cabello Charli XCX     |
| listopad 5, 2018                | Arlington                       | SAD                             | AT&T Stadium                        | Camila Cabello Charli XCX     |
| listopad 6, 2018                | Arlington                       | SAD                             | AT&T Stadium                        | Camila Cabello Charli XCX     |
| Četvrta etapa — Oceania         |                                 |                                 |                                     |                               |
| listopad 19, 2018               | Perth                           | Australia                       | Optus Stadium                       | Charli XCX Broods             |
| listopad 26, 2018               | Melbourne                       | Australia                       | Marvel Stadium                      | Charli XCX Broods             |
| studeni 2, 2018                 | Sydney                          | Australia                       | ANZ Stadium                         | Charli XCX Broods             |
| studeni 6, 2018                 | Brisbane                        | Australia                       | The Gabba                           | Charli XCX Broods             |
| studeni 9, 2018                 | Auckland                        | New Zealand                     | Mount Smart Stadium                 | Charli XCX Broods             |
| Peta etapa — Azija              |                                 |                                 |                                     |                               |
| studeni 20, 2018                | Tokyo                           | Japan                           | Tokyo Dome                          | Charli XCX                    |
| studeni 21, 2018                | Tokyo                           | Japan                           | Tokyo Dome                          | Charli XCX                    |
| Ukupan broj posjetitelja/zarade | Ukupan broj posjetitelja/zarade | Ukupan broj posjetitelja/zarade | 2,888,892 / 2,888,892 (100%)        | $345,700,000                  |